# Josef Kramer
Josef Kramer (Múnich, 10 de noviembre de 1906 - Hamelín, 13 de diciembre de 1945) fue un oficial de las SS durante la Segunda Guerra Mundial. Fue comandante de los campos de concentración de Struthof-Natzweiler, Birkenau y Bergen-Belsen, estando involucrado en el Holocausto judío.

## Biografía

### Actividad en los campos de concentración
Kramer ingresó al Partido Nazi con el número de ficha 733.597 el 1 de diciembre de 1931 y a las SS con el número 32.217 en junio de 1932.
Estuvo destacado en el campo de concentración de Dachau desde el otoño de 1934 a 1937, año en que pasa al de Sachsenhausen. Destacado en el campo de concentración de Mauthausen entre 1938 hasta 1940. A partir de 1940, se convierte en adjunto al SS Obersturmbannführer Rudolf Höss, Comandante del campo de concentración de Auschwitz-Birkenau. Ascendió a SS Hauptsturmführer (Capitán) el 21 de junio de 1942. En servicio en Auschwitz hasta 1943. En 1944 prestó servicio como Comandante en el campo de concentración de Struthof-Natzweiler donde participó directamente en el homicidio de 80 mujeres detenidas en ese campo, cuyos esqueletos fueron enviados a la Universidad del Reich de Estrasburgo para su examen. En 1944, Kramer es asignado como Comandante del campo de concentración de Birkenau (Auschwitz II) y el 1 de diciembre de 1944 como Comandante del campo de concentración de Bergen-Belsen hasta la llegada de los británicos el 15 de abril de 1945. Las condiciones infames del campo y la mortandad masiva de los prisioneros le ganó el mote a Kramer de "la bestia de Belsen" en la prensa internacional. Según Olga Lengyel, Kramer sostuvo relaciones amorosas con la celadora Irma Grese.

### Captura y ejecución
Kramer fue detenido y golpeado por tropas británicas al liberar el campo de concentración siendo sometido a juicio por crímenes contra la humanidad en Tribunal Militar británico en Luneburg en el llamado "Juicio de Bergen-Belsen", condenado a muerte y ejecutado en la horca por los británicos en Hamelín, el 13 de diciembre de 1945 junto a Irma Grese y otros del personal de Belsen. El verdugo fue el famoso Albert Pierrepoint.

## En la ficción
Josef Kramer fue uno de los personajes en la novela Holocausto (1978), de Gerald Green, donde se retrataba su participación en el holocausto judío de la Segunda Guerra Mundial.

## Rangos y ascensos

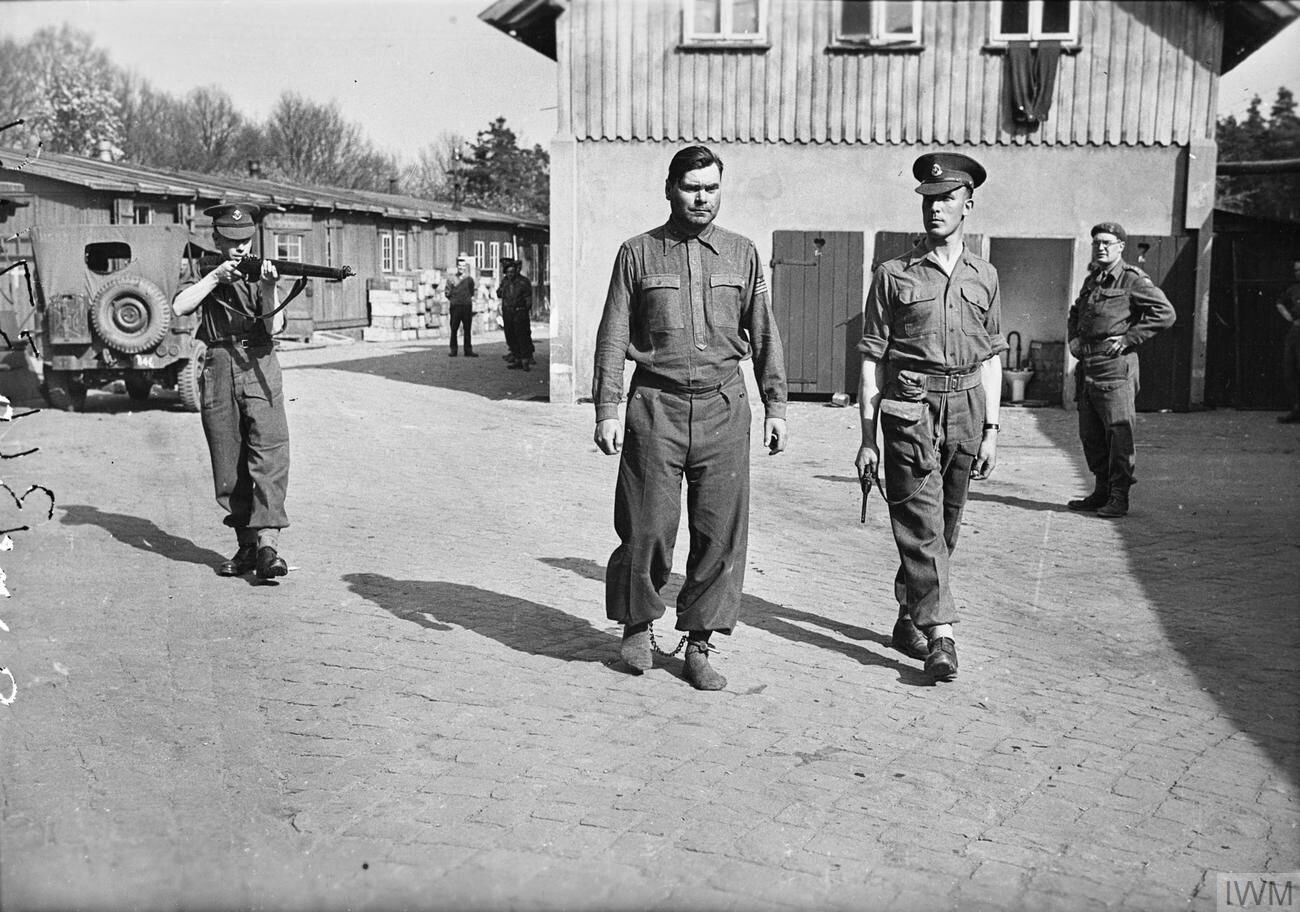
Josef Kramer arrestado por los británicos, 17 de abril de 1945.

| Rangos SS de Kramer | Rangos SS de Kramer |
| Fecha               | Rango               |
| ------------------- | ------------------- |
| Finales de 1933     | SS-Unterscharführer |
| Septiembre de 1934  | SS-Scharführer      |
| Abril de 1935       | SS-Hauptscharführer |
| Primavera de 1937   | SS-Untersturmführer |
| Enero de 1939       | SS-Obersturmführer  |
| 21 de junio de 1942 | SS-Hauptsturmführer |